# Anders Clausager
Anders Clausager (født 28. september 1900 på Skjernbrogård ved Skjern, død 19. juni 1968[kilde mangler]) var en dansk toldinspektør og politiker.
Han var søn af gårdejer, sognefoged Hans Andersen (død 1924) og hustru Ane Kathrine f. Clausager (1868-1924, datter af Anders Jensen Clausager), tog præliminæreksamen fra Tarm realskole 1918, blev student fra Døckers Kursus 1921 og cand. polit. 1925. Efter studierejser i udlandet 1923 og 1926-27 blev han sekretær i Departementet for Told- og Forbrugsafgifter 1928, fuldmægtig 1938, ekspeditionssekretær 1942 og tjenstgørende toldinspektør ved Inspektoratet for Omsætningsafgifter 1946, udnævnt 1950.
Han var stedfortrædende medlem skatterådet for Gentofte 1947, tillige nationaløkonomisk medarbejder ved Jyllands-Posten fra 1948, medredaktør af Den liberale Venstrealmanak 1935-53 og af Venstres Maanedsblad 1948-53. Clausager var medlem af bestyrelsen for Gentoftekredsens Venstreforening 1935-48 (formand 1945-48) og af Gentofte Kommunalbestyrelse 1946-50. Han var Ridder af Dannebrog.
Han blev gift 18. maj 1929 med Ingeborg Elle (20. januar 1910 i København-), datter af boghandler Svend Herluf Elle (død 1932) og hustru Agnes Erneste f. Petersen.